# 상서중학교 (대구)
상서중학교(尙書中學校)는 대한민국 대구광역시 달서구 성당동에 있는 사립 중학교이다.

## 학교 연혁
- 1955년 1월 13일 : 재단법인 상서학원 설립 인가
- 1955년 1월 13일 : 초대학원 이사장 이태희 선생 취임
- 1955년 2월 25일 : 상서중학교 설립 인가(12학급)
- 1955년 3월 11일 : 초대 교장 최성환 선생 취임
- 1955년 4월 8일 : 상서중학교 개교
- 1958년 4월 26일 : 상서여자중학교 학칙변경
- 1961년 12월 30일 : 장관동교사 신축
- 1981년 8월 12일 : 교사 이전(장관동에서 성당동으로)
- 2003년 3월 1일 : 상서중학교로 교명 변경 (남녀공학)
- 2015년 8월 13일 : 제22대 학원 이사장 이재석 선생 취임
- 2021년 3월 1일 : 제18대 교장 양대석 선생 취임
- 2022년 1월 27일 : 제65회 졸업식 거행(22,532명 배출)
- 2022년 3월 2일 : 입학식

## 참고 자료
- 상서중학교 - 한국교육학술정보원 학교알리미